# 飯田儀兵衛
飯田 儀兵衛（いいだ ぎへい、生年不詳 - 嘉永2年11月4日（1849年12月18日））は、江戸時代後期の近江商人。京で米穀商高島屋を営む。百貨店を営む髙島屋の遠祖。

## 生涯
飯田儀兵衛は、近江国高島郡南新保村（現滋賀県高島市今津町）飯田彦兵衛の子として生まれた。長じて、京都烏丸松原上ル（現京都市下京区）にて、出身地名をとって米屋高島屋を営み『高島屋儀兵衛』とも呼ばれた。
儀兵衛には娘『秀』一人しかおらず、京三条大橋東入ル（現京都市東山区）の角田呉服店の奉公人新七の仕事振りに感心していた所、角田呉服店が倒産したのを契機に新七を娘婿とした。儀兵衛から婿としたいとの話があった時、呉服商として身を立てることを考えていた新七は儀兵衛に訳を話し断りを入れたところ、新七に惚れ込んでいる儀兵衛は、「暫くは米屋を手伝ってもらうが、少し資金ができたら呉服屋を開けばよい、米屋は後継ぎがいないので閉める。」として、新七は文政11年（1828年）飯田家高島屋の婿養子となった。
新七は給金を儀兵衛に預け、儀兵衛は預かった給金を運用しある程度の金額にした上で、それを元手にさせて文政12年2月27日（1829年3月31日）米屋高島屋の隣に家を開き、天保元年12月10日（1831年1月23日）家の西側北より3軒目泉屋利助の貸家にて古着並びに木綿商を営む『高島屋』を開かせた。